# Haloŭny Kanal Vilejsko-Minskoj Vodnoj Sistemy
Haloŭny Kanal Vilejsko-Minskoj Vodnoj Sistemy (vitryska: Галоўны Канал Вілейско-Мінской Водной Сістэмы) är en kanal i Belarus.   Den ligger i voblasten Minsks voblast, i den norra delen av landet, 70 km norr om huvudstaden Minsk.